# Beau Busch
Beau Busch (* 16. März 1984 in Newcastle) ist ein ehemaliger australischer Fußballspieler.

## Vereinskarriere
Busch spielte in der Saison 2003/04 für Central Coast United in der New South Wales Premier League (NSWPL). In der Folge spielte er im unterklassigen Amateurfußball in der Region Newcastle. Um 2006/2007 kam der als freier Journalist tätige Busch bei Manly United in der NSWPL unter. 2008 trainierte er zu Saisonbeginn beim A-League-Klub Newcastle United Jets, kam aber über zwei Einsätze im Pre-season Cup nicht hinaus und erhielt keinen Vertrag. Im Oktober wurde er vom Sydney FC zum Training eingeladen und konnte sich für einen Kurzzeitvertrag als Ersatz für den verletzten Simon Colosimo empfehlen.
Sein Ligadebüt gab er am 25. Oktober 2008 beim überraschenden 2:0-Auswärtssieg gegen den späteren Meister Melbourne Victory. Busch hatte in den nächsten neun Partien einen Platz in der Startelf Sydneys und erhielt Anfang Januar einen Vertrag beim Expansion Team North Queensland Fury.